# Physique du curling
 (octobre 2020).
 (avril 2017).
- Si vous ne connaissez pas le sujet, laissez ce bandeau (vous pouvez alors contacter les auteurs).
- Si vous supprimez le contenu mis en cause (vous pouvez préalablement contacter les auteurs),

argumentez précisément cette suppression dans la page de discussion
(un manque de référence n'est pas un argument ; une recherche réelle de référence doit avoir été effectuée, être formellement documentée).
 (décembre 2015).
Si vous disposez d'ouvrages ou d'articles de référence ou si vous connaissez des sites web de qualité traitant du thème abordé ici, merci de compléter l'article en donnant les références utiles à sa vérifiabilité et en les liant à la section « Notes et références ».

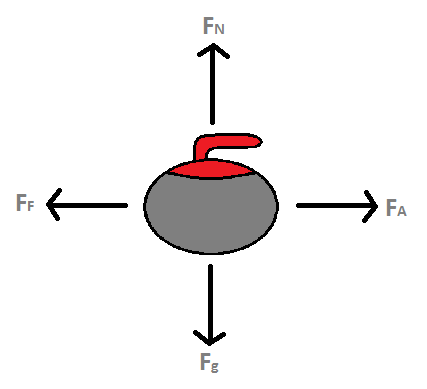
Diagramme de force simple d'une pierre de curling

La physique du curling doit être analysée et comprise pour permettre de mieux maîtriser et pratiquer ce sport d'origine écossaise.
Il  faut comprendre pourquoi la pierre va dans une certaine direction et non pas dans une autre. Il faut savoir pourquoi il y a deux personnes qui frottent la surface de la glace devant la pierre qui glisse. Il faut savoir que la piste de curling, les outils, tout est construit d’une certaine manière pour faciliter le glissement de la pierre sur la surface de jeu.  
Une partie de curling commence avec une personne qui met un de ses pieds dans le « hack », à une des extrémités de la surface de jeu. Cette personne tient dans une de ses mains la poignée située sur le dessus d'une pierre ronde et pousse contre le «hack», ce qui cause l’accélération initiale de la pierre sur la surface de jeu, ainsi qu'un mouvement de rotation sur elle-même. Puis la poignée est lâchée et la pierre continue sur son élan. La pierre ne garde pas toujours la même vitesse, elle ralentit et s’arrête normalement à l’autre bout de la piste. Il est possible que la pierre vienne en contact avec une autre pierre pendant son trajet. Si ceci arrive, la pierre qui a été lancée va transférer une partie de son énergie cinétique à l’autre pierre, voire la totalité de cette énergie en cas de "carreau". Ce processus est un bon exemple de transfert d’énergie. Mais la physique du curling n’est pas aussi simple que ceci. Il faut faire une analyse plus profonde.

## La pierre
Pour être capable de bien comprendre la physique du curling, il faut commencer avec la pierre elle-même.  C’est l’équipement le plus important pour jouer à ce sport. La masse d’une pierre de curling se situe entre 17,24 kg et  19,96 kg (poignée comprise).  
La courbe d’une pierre qui glisse sur la glace peut être compliquée à comprendre. Une pierre peut être tournée dans la direction d’une horloge ou dans la direction inverse d’une horloge cela s'appelle "le curle".  Quand  la pierre tourne pendant son voyage, un côté de la pierre va plus vite que l’autre, par rapport à la surface de glace.  Si une pierre tourne dans la direction d’une horloge, le côté gauche va plus vite que le côté droit.  Le côté gauche crée plus de friction comme il bouge plus vite et ceci réchauffe la surface de glace.  Donc le côté droit accroche plus la surface de glace et permet à la pierre de courber vers la droite.

## La surface de glace
La surface de jeu pour le curling a des milliers de petites bosses réalisées grâce à un arrosage particulier "le pebbling". Ces petites bosses diminuent la surface de contact entre la pierre et la surface de jeu et favorisent donc la glisse.  La surface de contact d’une pierre avec la glace est un petit anneau de 5 mm à 8 mm. Si la surface de jeu était complètement plate, une poche d’air serait créée et la pierre ralentirait plus vite.  Avec les bosses, l’air peut passer sous la pierre et cela permet à la pierre de glisser plus loin.

## Les balais
Dans le passé, les gens utilisaient les balais pour enlever les débris devant la pierre car le sport se jouait dehors. Maintenant que le sport a évolué, les balais sont encore utilisés pour ramasser le peu de débris qui se trouve sur la glace, mais surtout pour réchauffer la surface directement devant la pierre, ce qui permet de rallonger son voyage et de diminuer la courbe.  Des recherches ont été récemment faites par l'université de Western Ontario sur l'utilité des balais dans le curling.  Avant ces recherches, les gens pensaient que la glace se réchauffait et fondait, ce qui créait une couche d'eau pour permettre à la pierre de glisser plus loin. Avec les recherches, on a découvert que la glace ne se réchauffe pas jusqu’au point de fusion. La température la plus chaude est de -1 °C ou de -2 °C. Les joueurs de curling utilisent les balais pour permettre à la pierre de voyager plus loin et aussi dans une ligne moins courbe. Comme la glace se réchauffe, le montant de friction entre la pierre et la surface de jeu diminue. Le résultat est que la friction sur le côté plus lent de la pierre devient plus proche de celui du côté de la pierre qui va plus vite.

## «Drag Effect»

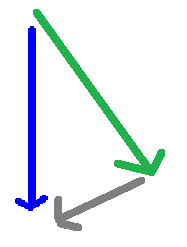
L'addition des vecteurs

Quand deux pierres viennent en collision, les lois de Newton s'appliquent. Mais quand deux pierres immobiles se touchent et qu'une de ces pierres est frappée sur un angle, l’effet à traîner vient en jeu. En prenant le schéma comme visuel, cet effet peut être compris plus facilement. Ce schéma est une représentation du premier lancement de Jennifer Jones dans sa deuxième suite, quand elle a joué contre l’équipe Ontario au Scotties Tournament of Hearts de 2008.

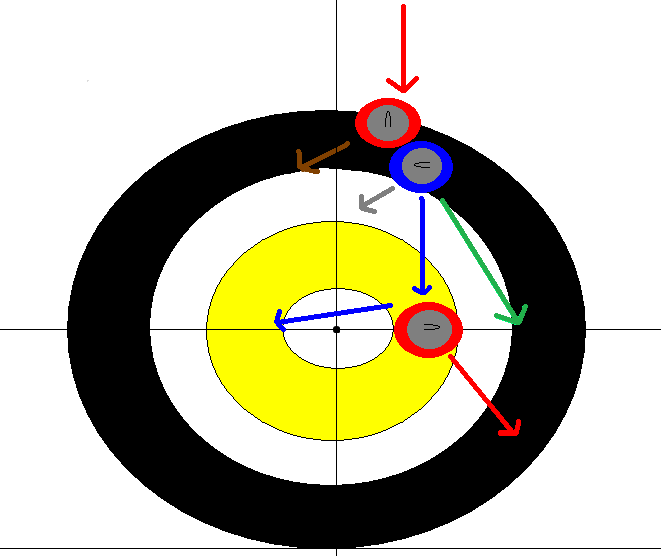
«Drag Effect».

La pierre bleue est collée à la pierre rouge, vers le haut des anneaux.  La flèche rouge au-dessus indique où la pierre rouge est frappée.  La flèche brune indique dans quelle direction la même pierre rouge voyage.  Normalement, la pierre bleue irait dans la direction de la flèche verte mais comme elle était collée à la pierre rouge, il y a un effet de traînage  et elle va être tirée dans la même direction que la pierre rouge, tel qu’indiqué par la flèche grise.  En additionnant les vecteurs, on peut voir dans quelle direction la pierre bleue voyage exactement, et c’est indiqué par la flèche bleue.  Ceci force une collision entre la pierre bleue et la pierre rouge qui se trouvait au milieu des anneaux.

## Sources
- http://www.curlingschool.com/manual/sweeping.html
- http://www.real-world-physics-problems.com/physics-of-curling.html
- http://www.nsf.gov/news/special_reports/olympics/curling.jsp
- http://communications.uwo.ca/com/western_news/stories/secret_curling_broom_research_olympics-bound_20100121445609/
- http://blogs.usask.ca/the_bolt/archive/2008/02/curling_drag_effect.html